# Vastgoedservice-Golden Palace Continental Team/Saison 2014
Dieser Artikel listet Erfolge und Fahrer des Radsportteams Vastgoedservice-Golden Palace Continental Team in der Saison 2014 auf.

## Erfolge in der UCI Europe Tour
| Datum   | Rennen                           | Kat. | Sieger        |
| ------- | -------------------------------- | ---- | ------------- |
| 18. Mai | Grand Prix Criquielion           | 1.2  | Kevin Peeters |
| 8. Juni | Memorial Philippe Van Coningsloo | 1.2  | Rob Ruijgh    |

## Erfolge im Cyclocross 2013/2014
| Datum      | Rennen                                 | Fahrer     |
| ---------- | -------------------------------------- | ---------- |
| 12. Januar | Belgische Meisterschaft, Waregem (U23) | Jens Adams |

## Mannschaft
| Name                            | Geburtstag         | Nationalität | Team 2013                   |
| ------------------------------- | ------------------ | ------------ | --------------------------- |
| Jens Adams                      | 5. Juni 1992       | Belgien      | BKCP-Powerplus              |
| Joeri Adams                     | 15. Oktober 1989   | Belgien      | Telenet-Fidea               |
| Alexander Cools                 | 13. April 1994     | Belgien      | Neoprofi                    |
| Sander Cordeel                  | 7. November 1987   | Belgien      | Lotto Belisol               |
| Jan Denuwelaere (ab 12. Mai)    | 9. April 1988      | Belgien      | Neoprofi                    |
| Kurt Geysen                     | 26. Mai 1979       | Belgien      | Neoprofi                    |
| Kevin Hulsmans                  | 11. April 1978     | Belgien      | Vini Fantini-Selle Italia   |
| Sam Lennertz                    | 3. September 1990  | Belgien      | Neoprofi                    |
| Kevin Peeters                   | 5. Februar 1987    | Belgien      | Crelan-Euphony              |
| Rob Peeters                     | 2. Juli 1985       | Belgien      | Telenet-Fidea               |
| Rob Ruijgh                      | 12. November 1986  | Niederlande  | Vacansoleil-DCM             |
| Jelle Schuermans (ab 1. März) 1 | 3. Dezember 1996   | Belgien      | Neoprofi                    |
| Wout van Aert (ab 1. März)      | 15. September 1994 | Belgien      | Telenet-Fidea               |
| Titte Van Laer                  | 30. Juli 1994      | Belgien      | Neoprofi                    |
| Kevin Van Staeyen               | 10. November 1992  | Belgien      | Neoprofi                    |
| Sven Vandousselaere             | 29. August 1988    | Belgien      | Topsport Vlaanderen-Baloise |
| Alphonse Vermote                | 11. Juli 1990      | Belgien      | An Post-ChainReaction       |
| Nick Wynants                    | 30. Mai 1992       | Belgien      | Neoprofi                    |

Ab dem 1. September 2014 soll Yannick Peeters für das Team fahren.